# Silvana Gandolfi
Silvana Gandolfi (née à Rome en 1940) est une écrivaine italienne, auteur de romans d'aventures et de livres pour la jeunesse.
Plusieurs de ses romans ont été traduits et publiés en français.

## Biographie
Silvana Gandolfi est née à Rome en 1940, où elle a toujours vécu. Elle a commencé comme auteur pour la radio et la télévision, puis en 1992 elle se dirige vers la littérature pour la jeunesse.

## Publications
Liste non exhaustive
- Un Chat dans l'œil, École des Loisirs
- La mémoire de l'eau, École des Loisirs, 2003
- Aldabra, la tortue qui aimait Shakespeare, 2006
- L'Île du temps perdu, Seuil Jeunesse, 2004
- Bille de singe, École des Loisirs, 2005
- Le Baume du dragon, Panama, 2007
- Un Ange gardien avec des lunettes noires, Seuil Jeunesse, 2007
- L'innocent de Palerme, Les Grandes Personnes, 2010

## Prix et distinctions
- (international) « Honour List » 2004[2] de l' IBBY pour Aldabra, la tortue qui aimait Shakespeare